# Azaila
Azaila es un municipio y localidad española de la provincia de Teruel, en la comunidad autónoma de Aragón. El término municipal, situado en la margen derecha del río Aguasvivas y en la comarca del Bajo Martín, tiene una población de 95 habitantes (INE 2024).

## Geografía
Integrado en la comarca de Bajo Martín, se sitúa a 157 km de la capital provincial. El término municipal está atravesado por la carretera nacional N-232, entre los pK 175 y 186, por las carreteras autonómicas A-1307, que se dirige hacia Belchite, y A-1404, que conecta con Escatrón, y por una carretera local que permite la comunicación con Vinaceite. El municipio tiene una extensión de 81,44 km². En sus cercanías se encuentra el poblado ibérico de Cabezo de Alcalá.
El relieve del municipio es predominantemente llano. El río Aguasvivas riega el territorio junto con la Acequia Alta. La altitud oscila entre los 310 m al noreste (Tres Mojones) y los 180 m a orillas del río Aguasvivas. El pueblo se alza a 276 m sobre el nivel del mar. 
| Noroeste: Belchite (Zaragoza)  | Norte: Quinto (Zaragoza) y Zaragoza (exclave) | Noreste: La Zaida (Zaragoza) |
| Oeste: Almochuel (Zaragoza)    |                                               | Este: La Puebla de Híjar     |
| Suroeste: Almochuel (Zaragoza) | Sur: La Puebla de Híjar                       | Sureste: La Puebla de Híjar  |

## Historia
Los primeros núcleos de población de la zona se ubican en el poblado del Cabezo de Alcalá, en dirección a Vinaceite,  junto al río Aguasvivas.  Este poblado íbero ha sido  objeto de diversas excavaciones arqueológicas,  que han proporcionado suficiente información como para poder afirmar la existencia de  tres ocupaciones sucesivas del poblado. Una primera de origen centroeuropeo (siglo VII a. C. hasta 218 a. C.), la siguiente correspondería con la iberización y la última se caracteriza por pertenecer al periodo de romanización de toda la península que se extiende del 218 a. C. al 72 a. C. .  Su destrucción se data hacia los años 76-72 a. C. durante las guerras sertorianas, pese a que no hay unanimidad entre autores, ya que otros estudios lo retrasan hasta el año 49 a. C. tras la batalla de Ilerda.
También existe una necrópolis medieval cristiana, situada cerca de los restos de una pequeña fortaleza medieval, datada entre los siglos XIII al  XVI.
De época musulmana hay poca constancia, salvo el hecho de que su topónimo es de origen árabe, que significa “la plana”. En los textos medievales se la citaba como Zaylla.
Tras la ocupación aragonesa  el rey Pedro II dio en el año 1196 la villa a Gastón de Castellote pasando más tarde a sus herederos y perteneciendo a esta familia hasta el año 1283.
Se sabe que a finales del  siglo XIV  pertenecía a Gastón de Rueda  y  que a comienzos en 1610 era propiedad de  Pedro de Lanuza.
Administrativamente Azaila, perteneció a  la Sobrecollida de Zaragoza  entre 1488 y 1495,  a la Vereda de Zaragoza en 1646  y  al Corregimiento de Alcañiz entre 1711 y 1833, estando documentado su estatus de lugar en 1495 y 1785,  y con ayuntamiento propio, aproximadamente  desde 1834. Pertenecía al partido judicial de Híjar hasta que en 1965 pasó a formar parte del partido judicial de Alcañiz. Más tarde, con la  nueva ordenación Comarcal establecida por la Diputación General de Aragón, pasó a formar parte de la comarca del Bajo Martín.
A mediados del siglo XIX, el lugar tenía contabilizada una población de 467 habitantes. Aparece descrito en el tercer volumen del Diccionario geográfico-estadístico-histórico de España y sus posesiones de Ultramar de Pascual Madoz de la siguiente manera:

AZAYLA: l. con ayunt. en la prov. de Teruel (21 leg.), part. jud. de Hijar (2), adm. de rent. de Alcañiz (6 1/2), aud. terr., c. g. y dióc. de Zaragoza (10): sit. á la márg. der. del r. Aguas, sobre la planicie de un elevado cerro, de modo que para bajar los hab. á surtirse de las aguas del r., tienen un descenso de 1/4 de hora largo; bátenle todos los vientos; disfruta de cielo alegre, y su clima seria de los mas sanos, si las malas aguas que beben, no dieran origen á fiebres intermitentes. Forman la pobl. 100 casas en general de 2 pisos, y de buena distribucion interior, divididas en 2 calles pequeñas, y una gran plaza muy llana y limpia, que figura un cuadrilongo de 200 varas de largo y 120 de ancho. Hay 1 escuela de primeras letras dota con 2,000 rs. vn., á la que concurren 18 niños: el maestro tiene la obligacion ademas de desempeñar la secretaria del ayunt.: hay ademas casa municipal y 1 igl. parr. bajo la advocacion de San Pedro Mártir, servida por 1 cura párroco, 1 esclaustrado y 1 sacristan: el curato es de primer ascenso, y se provee por S. M. ó el ordinario, por oposicion en concurso general: el cementerio está fuera del pueblo en parage ventilado. Confina el térm. con los de la Puebla, Binaceyte, Lacaida y Sástago, estendiéndose sus lím. en cada una de las espresadas direcciones 1 hora próximamente. Dentro de esta circunferencia, en la parte del monte se encuentran 2 grandes balsas, de cuyas aguas se sirven los naturales para todos los usos domésticos y abrevadero de ganados. El terreno se divide en tierras de secano y regadio: con 106 caballerias de labor se cultivan 1,800 cahizadas de primera clase, 1,500 de segunda y 1,700 de tercera: la parte montañosa é inculta carece de arbolado; pero en cambio cria buenas yerbas de pasto. La huerta se riega con las aguas del r. mencionado, que por no ser de curso perenne, suelen faltar á la mejor ocasion, aun en invierno: los caminos son carreteros, conducen á los pueblos limítrofes y se hallan en buen estado: el correo se recibe por balíjero los martes y viernes á las 11 de la mañana, y sale en los mismos dias y horas: prod. trigo, cebada, vino, aceite, seda, ganado lanar, y caza de liebres y perdices, viéndose de vez en cuando algun lobo: ind. 1 telar de lienzo comun y 1 molino aceitero; comercio: el de esportacion de trigo, cebada, seda y lana: pobl. 116 vec., 467 alm.: cap. imp. 31,253.
(Madoz, 1846, p. 209)

## Demografía
Azaila cuenta con una población de 95 habitantes (INE 2024).
| Gráfica de evolución demográfica de Azaila entre 1842 y 2021                                                        |
| |
| Población de derecho según los censos de población del INE Población de hecho según los censos de población del INE |

## Administración y política
| Período   | Alcalde                 | Partido     |  |
| --------- | ----------------------- | ----------- |  |
| 1979-1983 | Ángel Gaudés Muestienes | PSOE        |  |
| 1983-1987 |                         |             |  |
| 1987-1991 |                         |             |  |
| 1991-1995 |                         |             |  |
| 1995-1999 |                         |             |  |
| 1999-2003 |                         |             |  |
| 2003-2007 |                         |             |  |
| 2007-2011 |                         |             |  |
| 2011-2015 | Adolfo Tesán Bielsa     | PSOE-Aragón |  |
| 2015-     | Adolfo Tesán Bielsa     | PSOE-Aragón |  |

| Partido político    | Partido político                                   | 2003   | 2007   | 2011   | 2015   |
| Partido político    | Partido político                                   | Ediles | Ediles | Ediles | Ediles |
|                     | Partido de los Socialistas de Aragón (PSOE-Aragón) | 1      | 4      | 4      | 4      |
|                     | Partido Aragonés (PAR)                             | —      | 1      | 1      | 1      |
|                     | Partido Popular de Aragón (PP)                     | 4      | —      | —      | —      |
|                     | Chunta Aragonesista (CHA)                          | —      | —      | —      | —      |
| Total de concejales | Total de concejales                                | 5      | 5      | 5      | 5      |

## Patrimonio

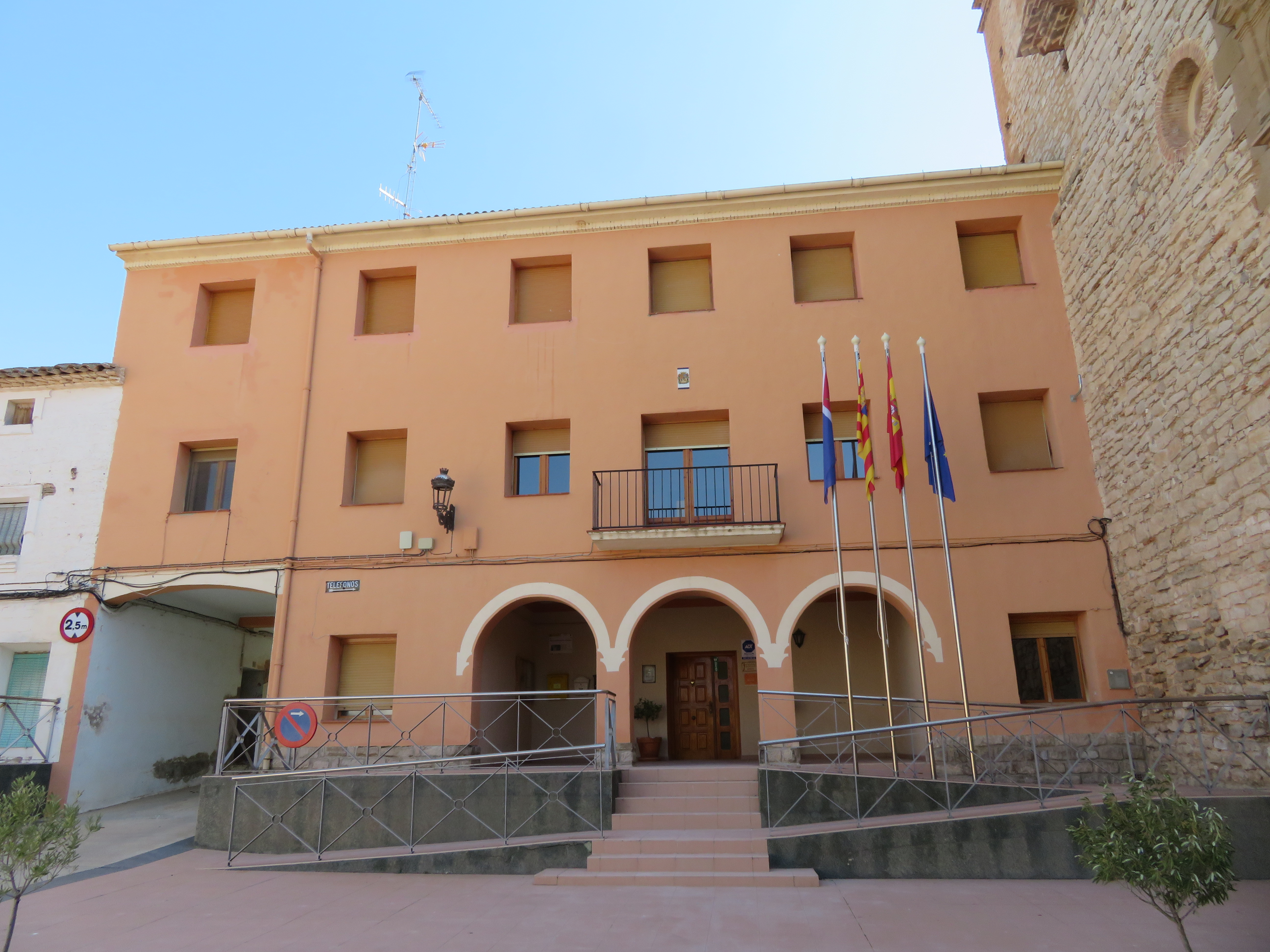
Ayuntamiento de Azaila

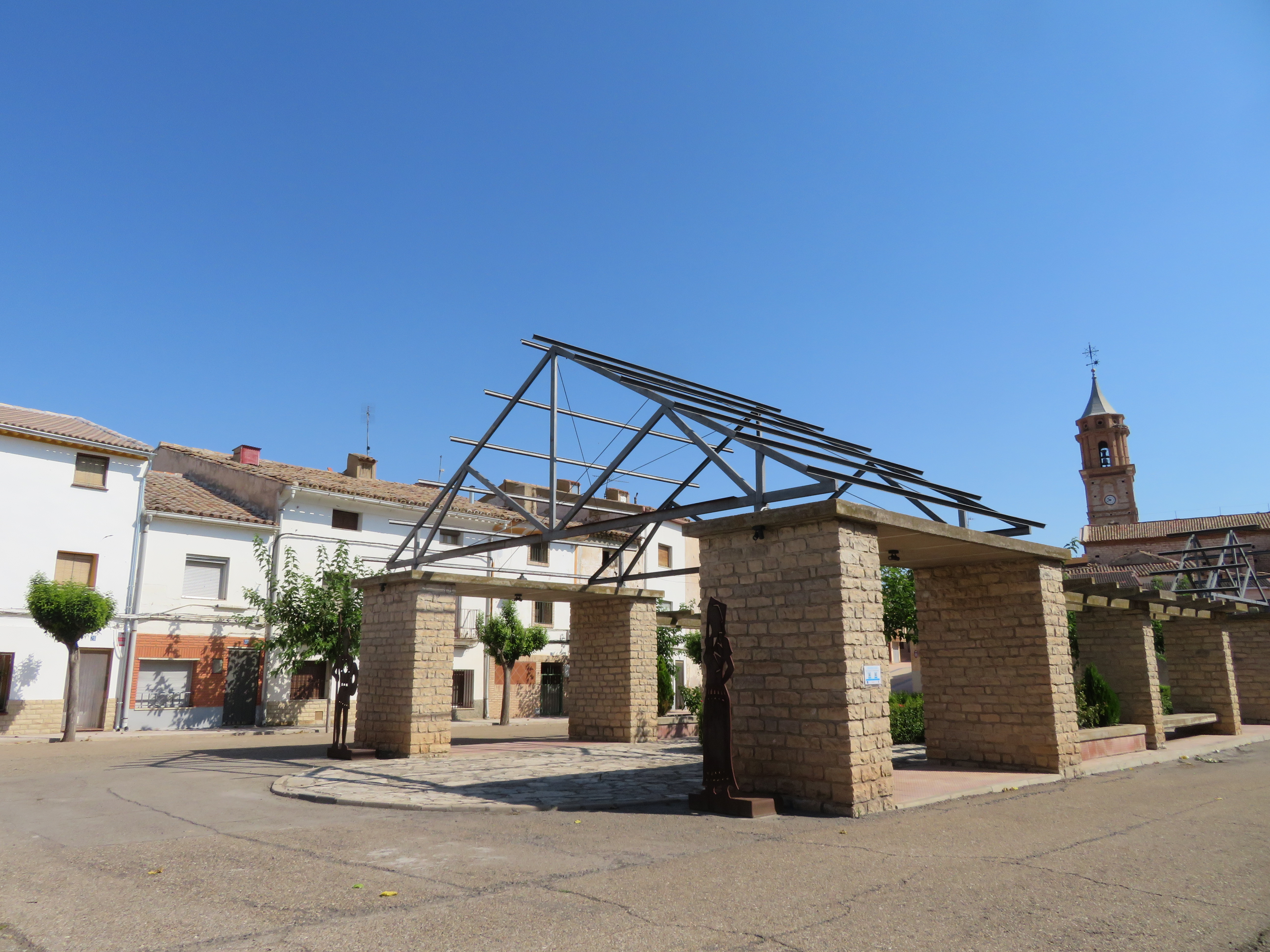
Plaza de Aragón

Dentro de su patrimonio destaca, además del yacimiento de Cabezo de Alcalá:
- Iglesia parroquial de Nuestra Señora del Rosario,[5] según estudios de  Pascual Madoz  a mediados del siglo XIX  y el profesor Antonio Ubieto Arteta en su inicio estaba dedicada a San Pedro Mártir, y su construcción data del siglo XVII.[3][6]

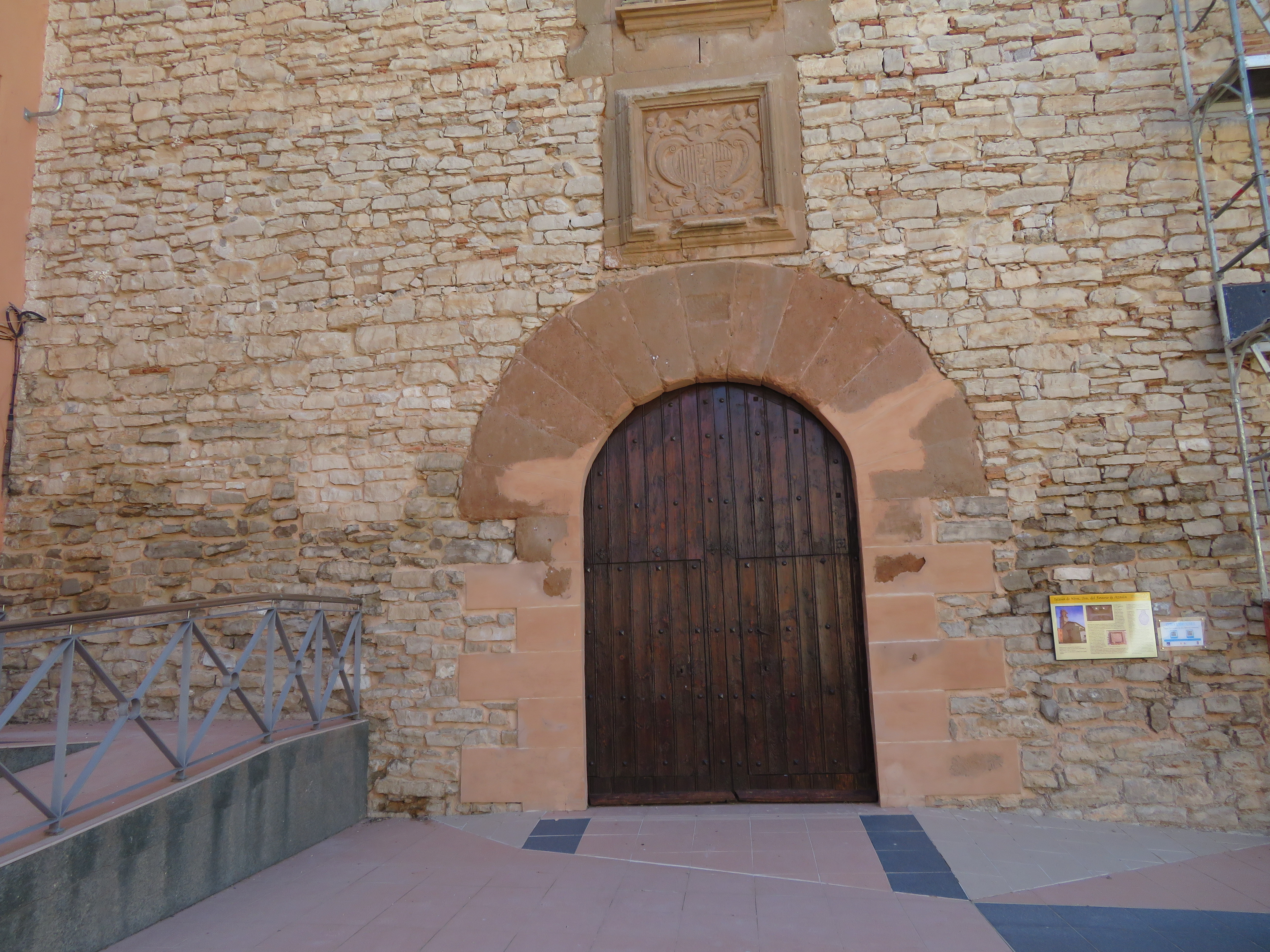
Portada de la iglesia de Nuestra señora del Rosario de Azaila

La iglesia sigue el estilo barroco y fue financiada los duques de Híjar, razón por la cual el escudo se sitúa encima de la puerta de acceso. La fábrica es de mampostería y ladrillo. Presenta nave única con cubierta de bóveda de medio cañón obteniendo iluminación interior a través de lunetos.
El conjunto se completa con una torre campanario, de cinco cuerpos,  situada en la cabecera de la iglesia.